# 태안 이씨
태안 이씨(泰安 李氏)는 충청남도 태안군을 본관으로 하는 한국의 성씨 관향이다.
태안 이씨(泰安 李氏)의 시조인 이기(李奇)는 925년(고려 태조 7년)에 송나라에서 고려로 이주해 농서공(瀧西公)에 봉해졌으며, 그의 친손자인 이승남(李昇南)은 고려 광종(생몰: 925년~975년)의 치세 때(대략 956년경)부터 태안에 정착하여 살았다. 이승남(李昇南)의 7세손인 이천(李蕆)은 고려 시대 희종(생몰: 1181년~1237년)의 치세 말기 때(대략 1208년경)에 태안을 식읍으로 받아 태안부원군(泰安府院君)에 봉해져 후손들은 자신들의 본관을 태안으로 했다.

## 참고 자료
- “이씨(李氏) 본관(本貫) 태안(泰安)”. 《한국족보출판사》. 2022년 11월 29일에 원본 문서에서 보존된 문서.
- 金光林 (2014). “A Comparison of the Korean and Japanese Approaches to Foreign Family Names” (PDF). 《Journal of cultural interaction in East Asia》 (영어) (東アジア文化交渉学会). 20면. 2016년 3월 27일에 원본 문서 (PDF)에서 보존된 문서.